# Pila de runes
En astronomia, una pila de runes (aglomerat d’enderrocs o aglomerat de rebles) és un cos celeste que no és ben bé un monòlit, ans que consisteix en nombrosos trossos de roca que s'han unit sota la influència de la gravetat. Les piles de runa tenen baixa densitat perquè hi ha grans cavitats entre els diferents trossos que els integren. Els asteroides Bennu i Ryuu tenen una densitat de massa mesurada que suggereix una estructura interna de runes. Es creu que molts cometes i la majoria dels planetes menors més petits es componen de runes de coalescència. Un acostament proper d'una pila de runes és probable que fos un factor important per evitar l'impacte dels asteroides.

## Planetes menors
Es creu que els asteroides més petits són munts de runes.
Les piles de runa formen quan un asteroide o lluna (que originalment pot ser monolític) es trenca en trossos per un impacte, i les peces destruïdes posteriorment cauen juntes, principalment a causa de l'autogravitació. Aquesta coalescència sovint triga de diverses hores fins a setmanes.
Quan un asteroide de pila de runes esdevé un objecte molt més massiu, les forces de fluctuació canvien la seva forma.
Els científics sospitaren per primer cop que els asteroides eren sovint piles de runes quan les densitats dels asteroides es determinaren per primera vegada.
Moltes de les densitats calculades van ser significativament inferiors a les dels meteorits, que en alguns casos havien estat determinades per ser trossos d'asteroides.
Es creu que molts asteroides amb densitats baixes són piles de runes, com ara el Mathilde 253. La massa de Mathilde, determinada per la missió NEAR Shoemaker, és massa baixa per al volum observat, tenint en compte la superfície de la roca. Fins i tot el gel amb una escorça prima de roca no proporcionaria una densitat adequada. A més, els grans cràters d'impacte sobre Mathilde haurien esmicolat un cos rígid. No obstant això, la primera pila de runes ígnies es fotografiarà és l’Itokawa 25143, que no té cràters d'impacte obvis i, per tant, és gairebé sens dubte una coalescència de fragments trencats.
L'asteroide Eros 433, destinació principal de NEAR Shoemaker, fou observat com a ondulat amb esquerdes, altrament sòlid però. Altres asteroides, possiblement incloent-hi Itokawa, s'han identificat com a binaris de contacte, dos cossos principals tocant, amb o sense runa omplint el contorn. Els grans buits interiors són possibles a causa de la baixa gravetat de la majoria d'asteroides.
Tot i mostrar una regolita fina a l'exterior (almenys a la resolució que s'ha vist de les naus espacials estant), la gravetat de l'asteroide és tan feble que la fricció entre els fragments domina i evita que les petites peces caiguin cap a l'interior i omplin els buits.
Tots els asteroides més grans, com ara, (1) Ceres, (2) Pal·les, (4) Vesta, (10) Hygiea o (704) Interàmnia, són objectes sòlids sense cap porositat interna macroscòpica. Això pot ser perquè han estat prou grans per suportar tots els impactes, i mai s'han esmicolat.
D’altra banda, Ceres i alguns altres dels asteroides més grans poden ser prou massius perquè, fins i tot si haguessin estat esmicolats però no dispersos, la seva gravetat col·lapsaria la majoria dels buits en tornar a fusionar-se. Vesta, almenys, ha resistit intacte un impacte important d’ençà de la seva formació i en mostra signes d'estructura interna de diferenciació al cràter resultant que assegura que no és una pila de runa. Això serveix com a prova de la mida com a protecció envers la fragmentació en runes.

## Cometes
Les evidències observacionals suggereixen que el nucli cometari pot no ser un cos únic ben consolidat, sinó una aglomeració poc lligada de fragments menors, dèbilment units i subjectes a esdeveniments disruptius ocasionals o fins i tot freqüents, tot i que es creu que els fragments cometaris més grans siguin condensacions primordials en lloc de residus derivats de col·lisions com en el cas dels asteroides. No obstant això, observacions in situ de la missió Rosetta, indiquen que pot ser més complex que això.

## Llunes
La Lluna Fobos, el més gran dels dos satèl·lits naturals del planeta Mart, també es creu que és una pila de runes adunat per una escorça de regolita prima d’uns 100m de gruix. L'espectroscòpia de la composició de Fobos suggereix que pot ser un asteroide del cinturó principal capturat.